# Сітуе
Сітуе (Ак'яб), (бірм. စစ္ တ ္ ဝေမ္ ရုိ့ MLCTS = sac twe mrui.) — місто у М'янмі, столиця штату Ракхайн, населення на 2006 рік становить 181 000 осіб.
Сітуе знаходиться на острові при злитті річок Каладан, М'ю і Лем'є.
З невеликого риболовецького села Сітуе виросло в порт, під час британської колонізації через Сітуе здійснювалося вивезення рису. В 1826 році колоніальна адміністрація перемістилася зі старої столиці Аракана Мйохауна до Ак'яба на березі моря. За 40 років британського панування Ак'яб став містом з населенням 15 тис. чоловік, а до 1901 року він став третім портом в Бірмі з населенням 30 тисяч. У колоніальну епоху в місті відбулися епідемії малярії і холери, що, правда, було звичайним для узбережжя Індії.
Шотландський письменник Сакі народився в Ак'ябі в 1870 році.

## Клімат
Місто знаходиться у зоні, котра характеризується мусонним кліматом. Найтепліший місяць — травень із середньою температурою 28.9 °C (84 °F). Найхолодніший місяць — січень, із середньою температурою 21.1 °С (70 °F).
| Клімат Ак'яба           | Клімат Ак'яба | Клімат Ак'яба | Клімат Ак'яба | Клімат Ак'яба | Клімат Ак'яба | Клімат Ак'яба | Клімат Ак'яба | Клімат Ак'яба | Клімат Ак'яба | Клімат Ак'яба | Клімат Ак'яба | Клімат Ак'яба | Клімат Ак'яба |
| Показник                | Січ.          | Лют.          | Бер.          | Квіт.         | Трав.         | Черв.         | Лип.          | Серп.         | Вер.          | Жовт.         | Лист.         | Груд.         | Рік           |
| Абсолютний максимум, °C | 36            | 38            | 37            | 38            | 38            | 37            | 37            | 35            | 34            | 33            | 35            | 32            | 38            |
| Середній максимум, °C   | 27            | 28            | 31            | 32            | 32            | 30            | 28            | 28            | 30            | 30            | 29            | 27            | 30            |
| Середня температура, °C | 21            | 22            | 25            | 27            | 28            | 27            | 26            | 26            | 27            | 27            | 25            | 22            | 26            |
| Середній мінімум, °C    | 15            | 16            | 20            | 23            | 25            | 25            | 25            | 25            | 25            | 24            | 21            | 17            | 22            |
| Абсолютний мінімум, °C  | 8             | 9             | 10            | 12            | 18            | 20            | 21            | 18            | 18            | 17            | 15            | 8             | 8             |
| Норма опадів, мм        | 0             | 0             | 10            | 50            | 390           | 1150          | 1390          | 1130          | 570           | 280           | 120           | 10            | 5150          |
| Днів з дощем            | 0             | 0             | 0             | 2             | 11            | 24            | 28            | 27            | 19            | 9             | 4             | 0             | 125           |
| Вологість повітря, %    | 75            | 70            | 74            | 78            | 79            | 89            | 91            | 91            | 88            | 85            | 79            | 79            | 82            |
| ----------------------- | ------------- | ------------- | ------------- | ------------- | ------------- | ------------- | ------------- | ------------- | ------------- | ------------- | ------------- | ------------- | ------------- |
| Джерело: Weatherbase    |               |               |               |               |               |               |               |               |               |               |               |               |               |